# Projekt Discovery
Projekt Discovery (Digital Semantic Corpora for Virtual Research in Philosophy) – międzynarodowe konsorcjum ufundowane ze środków Komisji Europejskiej w obrębie programu eContentplus i składające się z podmiotów opracowujących źródła naukowe i tworzących oprogramowanie komputerowe. Jego celem jest: tworzenie bibliotek elektronicznych obejmujących prymarne i sekundarne źródła z dziedziny filozofii (Philosourse); wzbogacanie tego materiału przez jego semantyczne uporządkowanie na poziomie meta-danych; oraz stworzenie platformy dla aplikacji P2P (peer-to-peer) i połączenie jej z biblioteką cyfrową w celu ułatwienia badań w obrębie filozofii (Philospace).

## Konsorcjum
Podmioty wchodzące w skład konsorcjum:
- HyperNietzsche Project w obrębie Institut des Textes and Manuscrits Modernes (ITEM) przy Centre National de Recherche Scientifique (CNRS), Paryż
- Department of Electronics, Artificial Intelligence and Telecommunications przy Polytechnic University of Marche, Ankona (DEIT )
- Lessico Intellettuale Europeo e Storia delle Idee (ILIESI), Rzym
- Net7, Internet Open Solutions, Piza
- RaiNet, Rzym
- Wittgenstein Archives przy Universitetet i Bergen (WAB)

Projekt Discovery rozpoczęty został w listopadzie 2006 i jego obecny budżet na 3-letni okres działalności wynosi 2,912,289.00 euro.

## Partnerzy i programy
Według zamieszczonego w sieci projektu, program Philosource obejmował będzie materiały z czterech głównych obszarów:
1. Filozofia starożytna
ILIESI przygotuje i opublikuje:
  - Pełne elektroniczne wydanie fragmentów i świadectw filozofów presokratycznych w oparciu o opracowanie Diesla-Kranza Die Fragmente der Vorsokratiker – w starożytnej grece oraz w przekładzie na niemiecki i włoski.
  - Pełne elektroniczne wydanie wszystkich źródeł dotyczących Sokratesa i tak zwanych Sokratyków Mniejszych w oparciu o Socratis et Socraticorum Reliquiae Giannantoniego, a ponadto obejmujących tekst Chmur Arystofanesa i Wspomnienia o Sokratesie Ksenofonta – wszystko w starożytnej grece.
  - Pełny tekst Żywotów i poglądy słynnych filozofów Diogenesa Laertiosa – w starożytnej grece z równoległym przekładem włoskim.
2. Filozofia i nauka nowożytna.
ILIESI przygotuje i opublikuje:
  - Giordano Bruno, De l’infinito, universo et mondi, Spaccio de la bestia trionfante i inne
  - René Descartes, Meditationes de prima philosophia (Medytacje o pierwszej filozofii), Passions de l’ame (Namiętności duszy) i inne
  - Baruch Spinoza, Tractatus politicus (Traktat polityczny), Ethica ordine geometrico demonstrata (Etyka w porządku geometrycznym wywiedziona) i inne
  - Gottfried Leibniz, De primae philosophiae principia (Monadologia), Principes de la nature et de la grâce fondés en raison (Zasady natury i łaski) i inne
  - Giambattista Vico, Principj di una scienza nuova (Nauka nowa), De uno universi iuris principio et fine uno i inne
  - Alexander Baumgarten, Meditationes philosophicae de nonnullis ad poema pertinentibus
  - Immanuel Kant, De mundi sensibilis atque intelligibilis forma et principiis dissertatio i inne
3. Filozofia XIX I XX wieku.
HyperNietzsche Project przygotuje i opublikuje:
  - Fryderyk Nietzsche: HyperNietzsche project przygotuje cyfrowe wydanie wszystkich opublikowanych dzieł Nietzschego, w oparciu o tekst pierwszego wydania; cyfrowe wydania pośmiertnej spuścizny (Nachlass) oraz listów Nietzschego; a także pełne chronologiczne dossier (wszystkie manuskrypty, czystopisy, korekty oraz pierwsze wydanie) niektórych dzieł.

Wittgenstein Archives at the University of Bergen (WAB) przygotuje i opublikuje:
1. - Ludwig Wittgenstein: 5000 stron spuścizny pośmiertnej (Nachlass), obejmujących materiał pochodzący z Big Typescript (1929-1934), Brązowego zeszytu (1934-1936), Wykładów o etyce (1929) i Uwag o logice (1913), zarówno w faksymile, jak i w transkrypcji krytycznej – wraz z niektórymi przekładami oraz własnymi przekładami Wittgensteina z angielskiego na niemiecki i vice versa.
2. Filozofia współczesna
Radiotelevisione Italiana w Rzymie (RAINET) opublikuje 300 nagrań video i/lub nagrań dźwiękowych utrwalających wystąpienia współczesnych filozofów, takich jak Hans-Georg Gadamer, Vittorio Hösle, Emanuele Severino, Gianni Vattimo i inni.

## Philosource
Philosource będzie także miejscem publikacji recenzowanych artykułów naukowych.
Philospace stanowić będzie (wrażliwą na poziom meta-danych) platformę dla aplikacji P2P (peer-to-peer), która będzie działać w połączeniu z Philosource w celu ułatwienia pracy badawczej filozofom.

## Organizacja
Koordynatorem Projektu Discovery jest Paolo D’Iorio, z Centre National de la Recherche Scientifique (CNRS).